# Hell’s Greatest Dad
«Hell’s Greatest Dad» (с англ. — «Величайший папа Ада») — песня из пятого эпизода «Dad Beat Dad» американского независимого анимационного сериала «Отель Хазбин», в которой в основном участвуют персонажи Люцифер Морнингстар (озвучивает Джереми Джордан) и Аластор (озвучивает Амир Талаи), а также певцы Кимико Гленн и Сара Стайлз.
26 января 2024 года песня и текст были опубликованы на YouTube и Spotify компанией Amazon Prime Video и с тех пор набрали 21 и 23 млн просмотров и потоков на обеих платформах соответственно. Релиз песни на YouTube также стал пятым самым просматриваемым видео Amazon Prime Video на их канале.

## Чарты
| Чарт (2024)                            | Пик-позиция |
| -------------------------------------- | ----------- |
| Канада (Canadian Hot 100)              | 74          |
| Новая Зеландия (Recorded Music NZ)     | 23          |
| Великобритания (UK Singles Chart)      | 98          |
| США Bubbling Under Hot 100 (Billboard) | 9           |